# Kurzbahneuropameisterschaften 2012
| Kurzbahneuropameisterschaften 2012 | Kurzbahneuropameisterschaften 2012 |
| ---------------------------------- | ---------------------------------- |
| Veranstaltungsort                  | Chartres                           |
| Teilnehmende Nationen              | 35                                 |
| Teilnehmende Athleten              | 425                                |
| Entscheidungen                     | 40                                 |
| Eröffnung                          | 22. November 2012                  |
| Abschluss                          | 25. November 2012                  |

| Medaillenspiegel | Medaillenspiegel       | Medaillenspiegel | Medaillenspiegel | Medaillenspiegel | Medaillenspiegel |
| Platz            | Land                   | G                | S                | B                | Gesamt           |
| ---------------- | ---------------------- | ---------------- | ---------------- | ---------------- | ---------------- |
| 01               | Frankreich             | 12               | 6                | 11               | 29               |
| 02               | Dänemark               | 6                | 4                | 2                | 12               |
| 02               | Ungarn                 | 6                | 4                | 2                | 12               |
| 04               | Russland               | 5                | 5                | 2                | 12               |
| 05               | Italien                | 4                | 2                | 3                | 9                |
| 06               | Ukraine                | 2                | 2                | 3                | 7                |
| 07               | Tschechien             | 1                | 2                | 4                | 7                |
| 08               | Vereinigtes Königreich | 1                | 2                | 2                | 5                |
| 09               | Spanien                | 1                | 2                | 1                | 4                |
| 10               | Belarus                | 1                | 1                | 1                | 3                |
| 11               | Polen                  | 1                | 0                | 0                | 1                |
| 12               | Belgien                | 0                | 2                | 1                | 3                |
| 12               | Estland                | 0                | 2                | 1                | 3                |
| 12               | Slowenien              | 0                | 2                | 1                | 3                |
| 15               | Israel                 | 0                | 1                | 2                | 3                |
| 16               | Finnland               | 0                | 1                | 1                | 2                |
| 16               | Norwegen               | 0                | 1                | 1                | 2                |
| 18               | Kroatien               | 0                | 1                | 0                | 1                |
| 19               | Irland                 | 0                | 0                | 1                | 1                |
| 19               | Niederlande            | 0                | 0                | 1                | 1                |
| Total            | Total                  | 40               | 40               | 40               | 120              |

Die Kurzbahneuropameisterschaften 2012 im Schwimmen fanden vom 22. bis 25. November 2012 in Chartres (Frankreich) statt und wurden vom europäischen Schwimmverband LEN organisiert. Erstmals wurden Medaillen in Mixed-Staffelwettbewerben vergeben.

## Schwimmen Männer

### Freistil

#### 50 m Freistil
Finale am 22. November 2012
| Platz | Land       | Athlet             | Zeit  |
| ----- | ---------- | ------------------ | ----- |
| 1     | Frankreich | Florent Manaudou   | 20,70 |
| 2     | Russland   | Vladimir Morozov   | 20,89 |
| 3     | Frankreich | Frédérick Bousquet | 20,97 |
| 4     | Belgien    | Pieter Timmers     | 21,52 |
| 5     | Italien    | Federico Bocchia   | 21,61 |
| 6     | Russland   | Andrei Gretschin   | 21,64 |
| 7     | Polen      | Konrad Czerniak    | 21,70 |
| 8     | Belgien    | Jasper Aerents     | 21,75 |

#### 100 m Freistil
Finale am 24. November 2012
| Platz | Land       | Athlet              | Zeit  |
| ----- | ---------- | ------------------- | ----- |
| 1     | Russland   | Vladimir Morozov    | 45,68 |
| 2     | Russland   | Jewgeni Lagunow     | 46,52 |
| 3     | Frankreich | Yannick Agnel       | 46,80 |
| 4     | Italien    | Luca Dotto          | 46,92 |
| 5     | Belgien    | Pieter Timmers      | 46,95 |
| 6     | Frankreich | Grégory Mallet      | 47,05 |
| 7     | Belgien    | Emmanuel Vanluchene | 47,32 |
| 8     | Türkei     | Kemal Arda Gürdal   | 47,58 |

#### 200 m Freistil
Finale am 25. November 2012
| Platz | Land       | Athlet           | Zeit    |
| ----- | ---------- | ---------------- | ------- |
| 1     | Frankreich | Yannick Agnel    | 1:41,46 |
| 2     | Belgien    | Pieter Timmers   | 1:43,08 |
| 3     | Frankreich | Grégory Mallet   | 1:43,21 |
| 4     | Russland   | Artjom Lobusow   | 1:43,61 |
| 5     | Ungarn     | Péter Bernek     | 1:44,51 |
| 6     | Schweiz    | Dominik Meichtry | 1:44,63 |
| 7     | Russland   | Jewgeni Lagunow  | 1:44,78 |
| 8     | Belgien    | Glenn Surgeloose | 1:44,93 |

#### 400 m Freistil
Finale am 22. November 2012
| Platz | Land       | Athlet                   | Zeit    |
| ----- | ---------- | ------------------------ | ------- |
| 1     | Frankreich | Yannick Agnel            | 3:37,54 |
| 2     | Italien    | Gabriele Detti           | 3:41,66 |
| 3     | Italien    | Andrea Mitchell D’Arrigo | 3:42,32 |
| 4     | Ukraine    | Serhij Frolow            | 3:42,73 |
| 5     | Russland   | Artjom Lobusow           | 3:43,75 |
| 6     | Österreich | Christian Scherübl       | 3:43,80 |
| 7     | Österreich | David Brandl             | 3:43,98 |
| 8     | Frankreich | Anthony Pannier          | 3:44,50 |

#### 1500 m Freistil
Finale am 24. November 2012
| Platz | Land       | Athlet               | Zeit     |
| ----- | ---------- | -------------------- | -------- |
| 1     | Italien    | Gregorio Paltrinieri | 14:27,78 |
| 2     | Ukraine    | Serhij Frolow        | 14:30,87 |
| 3     | Frankreich | Antony Pannier       | 14:41,97 |
| 4     | Polen      | Mateusz Sawrymowicz  | 14:43,87 |
| 5     | Italien    | Gabriele Detti       | 14:45,72 |
| 6     | Ungarn     | Patrik Rakos         | 14:49,87 |
| 7     | Spanien    | Marc Sanchez Torens  | 14:53,14 |
| 8     | Ukraine    | Maksym Schemberew    | 14:55,77 |

### Schmetterling

#### 50 m Schmetterling
Finale am 25. November 2012
| Platz | Land        | Athlet             | Zeit  |
| ----- | ----------- | ------------------ | ----- |
| 1     | Spanien     | Rafael Muñoz Pérez | 22,53 |
| 2     | Frankreich  | Frédérick Bousquet | 22,54 |
| 3     | Ukraine     | Andrij Howorow     | 22,72 |
| 4     | Belarus     | Jauhen Zurkin      | 22,83 |
| 5     | Niederlande | Joeri Verlinden    | 23,10 |
| 6     | Schweiz     | Flori Lang         | 23,20 |
| 7     | Frankreich  | Mehdy Metella      | 23,21 |
| 8     | Serbien     | Ivan Lendjer       | 23,36 |

#### 100 m Schmetterling
Finale am 23. November 2012
| Platz | Land        | Athlet             | Zeit  |
| ----- | ----------- | ------------------ | ----- |
| 1     | Russland    | Evgeny Korotyshkin | 49,98 |
| 2     | Spanien     | Rafael Muñoz Pérez | 50,39 |
| 3     | Frankreich  | Mehdy Metella      | 50,66 |
| 4     | Niederlande | Joeri Verlinden    | 50,97 |
| 5     | Frankreich  | Romain Sassot      | 51,09 |
| 5     | Belarus     | Jauhen Zurkin      | 51,09 |
| 7     | Slowenien   | Peter Mankoč       | 51,30 |
| 8     | Ungarn      | Bence Pukai        | 51,60 |

#### 200 m Schmetterling
Finale am 24. November 2012
| Platz | Land        | Athlet                | Zeit    |
| ----- | ----------- | --------------------- | ------- |
| 1     | Ungarn      | László Cseh           | 1:52,11 |
| 2     | Dänemark    | Viktor Bromer         | 1:53,38 |
| 3     | Niederlande | Joeri Verlinden       | 1:53,47 |
| 4     | Ungarn      | Bence Biczó           | 1:53,64 |
| 5     | Israel      | Gal Nevo              | 1:53,96 |
| 6     | Frankreich  | Jordan Coelho         | 1:54,21 |
| 7     | Italien     | Francesco Pavone      | 1:54,26 |
| 8     | Belgien     | Egon van der Straeten | 1:55,34 |

### Rücken

#### 50 m Rücken
Finale am 23. November 2012
| Platz | Land        | Athlet             | Zeit  |
| ----- | ----------- | ------------------ | ----- |
| 1     | Frankreich  | Jérémy Stravius    | 23,28 |
| 2     | Israel      | Guy Barnea         | 23,46 |
| 3     | Russland    | Vladimir Morozov   | 23,47 |
| 4     | Norwegen    | Lavrans Solli      | 23,51 |
| 5     | Deutschland | Christian Diener   | 23,54 |
| 6     | Frankreich  | Benjamin Stasiulis | 23,55 |
| 7     | Türkei      | İskender Başlakov  | 23,69 |
| 8     | Schweiz     | Flori Lang         | 23,92 |

#### 100 m Rücken
Finale am 25. November 2012
| Platz | Land        | Athlet              | Zeit  |
| ----- | ----------- | ------------------- | ----- |
| 1     | Frankreich  | Jérémy Stravius     | 49,70 |
| 2     | Frankreich  | Benjamin Stasiulis  | 50,31 |
| 3     | Italien     | Damiano Lestingi    | 51,35 |
| 4     | Israel      | Guy Barnea          | 51,47 |
| 5     | Italien     | Fabio Laugeni       | 51,65 |
| 6     | Deutschland | Christian Diener    | 51,75 |
| 7     | Spanien     | Miguel Rando Galvez | 52,04 |
| 8     | Ungarn      | Péter Bernek        | 52,85 |

#### 200 m Rücken
Finale am 22. November 2012
| Platz | Land        | Athlet             | Zeit    |
| ----- | ----------- | ------------------ | ------- |
| 1     | Polen       | Radosław Kawęcki   | 1:48,51 |
| 2     | Ungarn      | Péter Bernek       | 1:49,41 |
| 3     | Frankreich  | Benjamin Stasiulis | 1:51,81 |
| 4     | Deutschland | Christian Diener   | 1:52,47 |
| 5     | Italien     | Fabio Laugeni      | 1:52,81 |
| 6     | Portugal    | Pedro Oliveira     | 1:53,06 |
| 7     | Schweiz     | Lukas Räuftlin     | 1:53,53 |
| 8     | Israel      | Guy Barnea         | 1:53,57 |

### Brust

#### 50 m Brust
Finale am 24. November 2012
| Platz | Land        | Athlet                | Zeit  |
| ----- | ----------- | --------------------- | ----- |
| 1     | Italien     | Fabio Scozzoli        | 26,18 |
| 2     | Norwegen    | Aleksander Hetland    | 26,20 |
| 3     | Slowenien   | Damir Dugonjič        | 26,24 |
| 4     | Frankreich  | Florent Manaudou      | 26,29 |
| 5     | Frankreich  | Giacomo Perez-Dortona | 26,45 |
| 6     | Irland      | Barry Murphy          | 26,60 |
| 7     | Deutschland | Erik Steinhagen       | 26,61 |
| 8     | Ukraine     | Andriy Kovalenko      | 26,71 |

#### 100 m Brust
Finale am 23. November 2012
| Platz | Land       | Athlet                   | Zeit  |
| ----- | ---------- | ------------------------ | ----- |
| 1     | Italien    | Fabio Scozzoli           | 57,25 |
| 2     | Estland    | Martti Aljand            | 57,75 |
| 3     | Frankreich | Giacomo Perez-Dortona    | 57,76 |
| 4     | Ukraine    | Andriy Kovalenko         | 57,89 |
| 5     | Slowenien  | Damir Dugonjič           | 57,92 |
| 6     | Estland    | Martin Liivamägi         | 58,19 |
| 7     | Portugal   | Carlos Almeida           | 58,24 |
| 8     | Russland   | Wjatscheslaw Sinkewitsch | 58,26 |

#### 200 m Brust
Finale am 25. November 2012
| Platz | Land                   | Athlet                   | Zeit    |
| ----- | ---------------------- | ------------------------ | ------- |
| 1     | Russland               | Wjatscheslaw Sinkewitsch | 2:04,55 |
| 2     | Ukraine                | Igor Borysik             | 2:05,12 |
| 3     | Ukraine                | Andriy Kovalenko         | 2:05,21 |
| 4     | Frankreich             | Giacomo Perez-Dortona    | 2:05,35 |
| 5     | Portugal               | Carlos Almeida           | 2:05,59 |
| 6     | Vereinigtes Königreich | Craig Benson             | 2:07,02 |
| 7     | Slowenien              | Nejc Zupan               | 2:07,15 |
| 8     | Ungarn                 | Dávid Verrasztó          | 2:08,11 |

### Lagen

#### 100 m Lagen
Finale am 25. November 2012
| Platz | Land       | Athlet              | Zeit  |
| ----- | ---------- | ------------------- | ----- |
| 1     | Russland   | Vladimir Morozov    | 51,89 |
| 2     | Slowenien  | Peter Mankoč        | 52,64 |
| 3     | Estland    | Martti Aljand       | 52,92 |
| 4     | Israel     | Gal Nevo            | 52,95 |
| 5     | Belgien    | Emmanuel Vanluchene | 53,15 |
| 6     | Estland    | Martin Liivamägi    | 53,57 |
| 7     | Tschechien | Jan Sefl            | 53,72 |
| 8     | Portugal   | Diogo Carvalho      | 54,00 |

#### 200 m Lagen
Finale am 22. November 2012
| Platz | Land       | Athlet            | Zeit    |
| ----- | ---------- | ----------------- | ------- |
| 1     | Ungarn     | László Cseh       | 1:52,74 |
| 2     | Frankreich | Jérémy Stravius   | 1:54,00 |
| 3     | Israel     | Gal Nevo          | 1:55,14 |
| 4     | Portugal   | Diogo Carvalho    | 1:55,34 |
| 5     | Dänemark   | Chris Christensen | 1:56,51 |
| 6     | Ungarn     | Dávid Verrasztó   | 1:56,53 |
| 7     | Italien    | Federico Turrini  | 1:56,71 |
| 8     | Estland    | Martin Liivamägi  | 1:57,33 |

#### 400 m Lagen
Finale am 23. November 2012
| Platz | Land     | Athlet            | Zeit    |
| ----- | -------- | ----------------- | ------- |
| 1     | Ungarn   | László Cseh       | 4:00,99 |
| 2     | Ungarn   | Dávid Verrasztó   | 4:02,54 |
| 3     | Israel   | Gal Nevo          | 4:04,80 |
| 4     | Dänemark | Chris Christensen | 4:06,51 |
| 5     | Ukraine  | Maksym Schemberew | 4:07,39 |
| 6     | Italien  | Federico Turrini  | 4:07,72 |
| 7     | Portugal | Diogo Carvalho    | 4:10,05 |
| 8     | Dänemark | Viktor Bromer     | 4:10,43 |

### Staffel

#### Staffel 4 × 50 m Freistil
Finale am 25. November 2012
| Platz | Land       | Athleten                                                                   | Zeit    |
| ----- | ---------- | -------------------------------------------------------------------------- | ------- |
| 1     | Frankreich | - Florent Manaudou - Frédérick Bousquet - Jérémy Stravius - Amaury Leveaux | 1:23,31 |
| 2     | Russland   | - Wladimir Morosow - Andrei Gretschin - Jewgeni Lagunow - Witali Syrnikow  | 1:23,99 |
| 3     | Belgien    | - Emmanuel Vanluchene - Pieter Timmers - Yoris Grandjean - Jasper Aerents  | 1:25,60 |
| 4     | Finnland   |                                                                            | 1:26,31 |
| 5     | Tschechien |                                                                            | 1:26,53 |
| 6     | Türkei     |                                                                            | 1:27,42 |
| 7     | Serbien    |                                                                            | 1:27,91 |
| 8     | Dänemark   |                                                                            | 1:28,57 |

#### Staffel 4 × 50 m Lagen
Finale am 22. November 2012
| Platz | Land        | Athleten                                                                          | Zeit    |
| ----- | ----------- | --------------------------------------------------------------------------------- | ------- |
| 1     | Frankreich  | - Jérémy Stravius - Giacomo Perez-Dortona - Frédérick Bousquet - Florent Manaudou | 1:32,35 |
| 2     | Russland    | - Vladimir Morozov - Oleg Utekhin - Evgeny Korotyshkin - Evgeny Lagunov           | 1:33,87 |
| 3     | Tschechien  | - Martin Badura - Petr Bartunek - Michal Ledl - Tomas Plevko                      | 1:35,18 |
| 4     | Finnland    |                                                                                   | 1:35,66 |
| 5     | Estland     |                                                                                   | 1:36,01 |
| 6     | Serbien     |                                                                                   | 1:36,04 |
| 7     | Dänemark    |                                                                                   | 1:36,92 |
| 8     | Deutschland |                                                                                   | DSQ     |

## Schwimmen Frauen

### Freistil

#### 50 m Freistil
Finale am 25. November 2012
| Platz | Land       | Athlet                   | Zeit  |
| ----- | ---------- | ------------------------ | ----- |
| 1     | Belarus    | Aljaksandra Herassimenja | 23,85 |
| 2     | Estland    | Triin Aljand             | 24,24 |
| 3     | Dänemark   | Jeanette Ottesen Gray    | 24,33 |
| 4     | Frankreich | Anna Santamans           | 24,35 |
| 4     | Finnland   | Hanna-Maria Seppälä      | 24,64 |
| 6     | Belarus    | Swjatlana Chachlowa      | 24,81 |
| 7     | Serbien    | Miroslava Najdanovski    | 24,83 |
| 8     | Russland   | Rosalija Nasretdinowa    | 24,84 |

#### 100 m Freistil
Finale am 23. November 2012
| Platz | Land       | Athlet                 | Zeit  |
| ----- | ---------- | ---------------------- | ----- |
| 1     | Russland   | Weronika Popowa        | 52,86 |
| 2     | Dänemark   | Jeanette Ottesen Gray  | 53,13 |
| 3     | Frankreich | Charlotte Bonnet       | 53,23 |
| 4     | Türkei     | Burcu Dolunay          | 53,65 |
| 5     | Finnland   | Hanna-Maria Seppälä    | 54,05 |
| 6     | Dänemark   | Pernille Blume         | 54,09 |
| 7     | Spanien    | Patricia Castro Ortega | 54,36 |
| 8     | Norwegen   | Cecilie Johannessen    | 54,40 |

#### 200 m Freistil
Finale am 25. November 2012
| Platz | Land       | Athlet                 | Zeit    |
| ----- | ---------- | ---------------------- | ------- |
| 1     | Frankreich | Camille Muffat         | 1:52,20 |
| 2     | Frankreich | Charlotte Bonnet       | 1:54,00 |
| 3     | Russland   | Weronika Popowa        | 1:54,20 |
| 4     | Spanien    | Patricia Castro Ortega | 1:55,96 |
| 4     | Dänemark   | Lotte Friis            | 1:56,83 |
| 6     | Russland   | Ksenia Yuskova         | 1:57,67 |
| 7     | Italien    | Diletta Carli          | 1:58,67 |
| 8     | Ungarn     | Katinka Hosszú         | 2:08,01 |

#### 400 m Freistil
Finale am 24. November 2012
| Platz | Land                   | Athlet               | Zeit             |
| ----- | ---------------------- | -------------------- | ---------------- |
| 1     | Frankreich             | Camille Muffat       | 3:54,85 (WR, ER) |
| 2     | Dänemark               | Lotte Friis          | 3:58,85          |
| 3     | Frankreich             | Coralie Balmy        | 3:59,80          |
| 4     | Vereinigtes Königreich | Hannah Miley         | 4:00,39          |
| 4     | Vereinigtes Königreich | Aimee Willmott       | 4:01,89          |
| 6     | Spanien                | Beatriz Gómez Cortés | 4:04,11          |
| 7     | Ungarn                 | Katinka Hosszú       | 4:05,02          |
| 8     | Italien                | Diletta Carli        | 4:05,42          |

#### 800 m Freistil
Finale am 23. November 2012
| Platz | Land                   | Athlet            | Zeit    |
| ----- | ---------------------- | ----------------- | ------- |
| 1     | Dänemark               | Lotte Friis       | 8:10,24 |
| 2     | Vereinigtes Königreich | Hannah Miley      | 8:15,66 |
| 3     | Vereinigtes Königreich | Aimee Willmott    | 8:18,90 |
| 4     | Deutschland            | Sarah Köhler      | 8:19,98 |
| 5     | Italien                | Martina De Memme  | 8:22,59 |
| 6     | Italien                | Diletta Carli     | 8:24,15 |
| 7     | Spanien                | Maria Vilas Vidal | 8:25,31 |
| 8     | Ungarn                 | Katinka Hosszú    | 8:31,15 |

### Schmetterling

#### 50 m Schmetterling
Finale am 23. November 2012
| Platz | Land        | Athlet                   | Zeit  |
| ----- | ----------- | ------------------------ | ----- |
| 1     | Dänemark    | Jeanette Ottesen Gray    | 25,21 |
| 2     | Belarus     | Aljaksandra Herassimenja | 25,53 |
| 3     | Frankreich  | Mélanie Henique          | 25,76 |
| 4     | Italien     | Ilaria Bianchi           | 25,79 |
| 5     | Belgien     | Kimberly Buys            | 25,83 |
| 6     | Estland     | Triin Aljand             | 25,96 |
| 7     | Italien     | Silvia Di Pietro         | 26,10 |
| 8     | Niederlande | Maaike de Waard          | 26,39 |

#### 100 m Schmetterling
Finale am 23. November 2012
| Platz | Land       | Athlet                | Zeit  |
| ----- | ---------- | --------------------- | ----- |
| 1     | Italien    | Ilaria Bianchi        | 56,40 |
| 2     | Belgien    | Kimberly Buys         | 57,00 |
| 3     | Dänemark   | Jeanette Ottesen Gray | 57,13 |
| 4     | Ungarn     | Zsuzsanna Jakabos     | 57,62 |
| 5     | Österreich | Birgit Koschischek    | 58,26 |
| 6     | Russland   | Weronika Popowa       | 58,31 |
| 7     | Italien    | Silvia Di Pietro      | 51,30 |
| 8     | Türkei     | Iris Rosenberger      | 59,29 |

#### 200 m Schmetterling
Finale am 22. November 2012
| Platz | Land       | Athlet             | Zeit    |
| ----- | ---------- | ------------------ | ------- |
| 1     | Ungarn     | Katinka Hosszú     | 2:05,78 |
| 2     | Italien    | Stefania Pirozzi   | 2:06,09 |
| 3     | Italien    | Alessia Polieri    | 2:06,63 |
| 4     | Ungarn     | Zsuzsanna Jakabos  | 2:08,74 |
| 5     | Schweiz    | Martina van Berkel | 2:08,84 |
| 6     | Frankreich | Lea Giraudon       | 2:10,21 |
| 7     | Österreich | Birgit Koschischek | 2:10,81 |
| 8     | Türkei     | Melisa Akarsu      | 2:11,91 |

### Rücken

#### 50 m Rücken
Finale am 24. November 2012
| Platz | Land                   | Athlet                   | Zeit  |
| ----- | ---------------------- | ------------------------ | ----- |
| 1     | Frankreich             | Laure Manaudou           | 26,78 |
| 2     | Kroatien               | Sanja Jovanović          | 26,84 |
| 3     | Tschechien             | Simona Baumrtová         | 26,97 |
| 4     | Italien                | Arianna Barbieri         | 26,98 |
| 5     | Belarus                | Aljaksandra Herassimenja | 27,00 |
| 6     | Vereinigtes Königreich | Lauren Quigley           | 27,08 |
| 7     | Frankreich             | Cloe Credeville          | 27,26 |
| 8     | Niederlande            | Kira Toussaint           | 27,37 |

#### 100 m Rücken
Finale am 23. November 2012
| Platz | Land                   | Athlet                | Zeit  |
| ----- | ---------------------- | --------------------- | ----- |
| 1     | Ukraine                | Daryna Sewina         | 57,07 |
| 2     | Frankreich             | Laure Manaudou        | 57,7  |
| 3     | Tschechien             | Simona Baumrtová      | 58,08 |
| 4     | Niederlande            | Kira Toussaint        | 58,22 |
| 5     | Niederlande            | Sharon van Rouwendaal | 58,47 |
| 6     | Slowenien              | Anja Carman           | 58,60 |
| 7     | Vereinigtes Königreich | Lauren Quigley        | 58,74 |
| 8     | Belgien                | Kimberly Buys         | 58,94 |

#### 200 m Rücken
Finale am 25. November 2012
| Platz | Land                   | Athlet                | Zeit    |
| ----- | ---------------------- | --------------------- | ------- |
| 1     | Ukraine                | Daryna Sewina         | 2:01,97 |
| 2     | Frankreich             | Alexianne Castel      | 2:03,23 |
| 3     | Tschechien             | Simona Baumrtová      | 2:03,43 |
| 4     | Niederlande            | Sharon van Rouwendaal | 2:05,85 |
| 5     | Slowenien              | Anja Carman           | 2:06,11 |
| 6     | Vereinigtes Königreich | Karley Mann           | 2:06,16 |
| 7     | Bulgarien              | Ekaterina Awramowa    | 2:07,71 |
| 8     | Frankreich             | Cloe Credville        | 2:07,89 |

### Brust

#### 50 m Brust
Finale am 22. November 2012
| Platz | Land        | Athlet                | Zeit  |
| ----- | ----------- | --------------------- | ----- |
| 1     | Tschechien  | Petra Chokova         | 30,02 |
| 2     | Dänemark    | Rikke Møller Pedersen | 30,25 |
| 3     | Irland      | Sycerika McMahon      | 30,34 |
| 4     | Norwegen    | Henriette Brekke      | 30,66 |
| 5     | Finnland    | Jenna Laukkanen       | 30,82 |
| 6     | Deutschland | Margarethe Hummel     | 30,95 |
| 7     | Tschechien  | Martina Moravčíková   | 31,07 |
| 8     | Türkei      | Dilara Buse Günaydın  | 31,30 |

#### 100 m Brust
Finale am 25. November 2012
| Platz | Land       | Athlet                  | Zeit         |
| ----- | ---------- | ----------------------- | ------------ |
| 1     | Dänemark   | Rikke Møller Pedersen   | 1:04,12 (ER) |
| 2     | Tschechien | Petra Chocova           | 1:05,50      |
| 3     | Spanien    | Marina García Urzainqui | 1:05,82      |
| 4     | Irland     | Sycerika McMahon        | 1:06,18      |
| 5     | Finnland   | Jena Laukkanen          | 1:06,57      |
| 6     | Norwegen   | Henriette Brekke        | 1:06,73      |
| 7     | Türkei     | Dilara Buse Günaydın    | 1:06,85      |
| 8     | Slowenien  | Tjasa Vozel             | 1:07,15      |

#### 200 m Brust
Finale am 23. November 2012
| Platz | Land     | Athlet                  | Zeit    |
| ----- | -------- | ----------------------- | ------- |
| 1     | Dänemark | Rikke Møller Pedersen   | 2:17,26 |
| 2     | Spanien  | Marina García Urzainqui | 2:20,57 |
| 3     | Ukraine  | Hanna Dserkal           | 2:21,94 |
| 4     | Belgien  | Fanny Lecluyse          | 2:22,18 |
| 5     | Finnland | Jenna Laukkanen         | 2:22,76 |
| 6     | Türkei   | Dilara Buse Günaydın    | 2:23,69 |
| 7     | Finnland | Noora Laukkanen         | 2:24,08 |
| 8     | Russland | Irina Novikova          | 2:24,66 |

### Lagen

#### 100 m Lagen
Finale am 24. November 2012
| Platz | Land                   | Athlet                 | Zeit    |
| ----- | ---------------------- | ---------------------- | ------- |
| 1     | Ungarn                 | Katinka Hosszú         | 58,83   |
| 2     | Ungarn                 | Zsuzsanna Jakabos      | 59,15   |
| 3     | Vereinigtes Königreich | Siobhan-Marie O’Connor | 59,72   |
| 4     | Finnland               | Emilia Pikkarainen     | 1:00,45 |
| 5     | Vereinigtes Königreich | Sophie Smith           | 1:00,54 |
| 6     | Finnland               | Hanna-Maria Seppälä    | 1:00,80 |
| 7     | Irland                 | Sycerika McMahon       | 1:01,12 |
| 8     | Frankreich             | Sophie de Ronchi       | 1:01,29 |

#### 200 m Lagen
Finale am 22. November 2012
| Platz | Land                   | Athlet                 | Zeit    |
| ----- | ---------------------- | ---------------------- | ------- |
| 1     | Ungarn                 | Katinka Hosszú         | 2:05,78 |
| 2     | Vereinigtes Königreich | Hannah Miley           | 2:06,21 |
| 3     | Ungarn                 | Zsuzsanna Jakabos      | 2:06,66 |
| 4     | Vereinigtes Königreich | Siobhan-Marie O’Connor | 2:08,85 |
| 5     | Dänemark               | Katrine Sørensen       | 2:10,67 |
| 6     | Ukraine                | Hanna Dserkal          | 2:10,97 |
| 7     | Tschechien             | Barbora Závadová       | 2:11,96 |
| 8     | Niederlande            | Wendy van der Zanden   | 2:12,24 |

#### 400 m Lagen
Finale am 25. November 2012
| Platz | Land                   | Athlet            | Zeit         |
| ----- | ---------------------- | ----------------- | ------------ |
| 1     | Vereinigtes Königreich | Hannah Miley      | 4:23,47 (ER) |
| 2     | Ungarn                 | Katinka Hosszú    | 4:23,91      |
| 3     | Ungarn                 | Zsuzsanna Jakabos | 4:25,61      |
| 4     | Vereinigtes Königreich | Aimee Willmott    | 4:32,56      |
| 5     | Tschechien             | Barbora Závadová  | 4:34,90      |
| 6     | Spanien                | Maria Vilas Vidal | 4:37,07      |
| 7     | Österreich             | Jördis Steinegger | 4:38,27      |
| 8     | Italien                | Alessia Polieri   | 4:41,88      |

### Staffel

#### Staffel 4 × 50 m Freistil
Finale am 22. November 2012
| Platz | Land       | Athleten                                                                              | Zeit    |
| ----- | ---------- | ------------------------------------------------------------------------------------- | ------- |
| 1     | Dänemark   | - Jeanette Ottesen Gray - Kelly Rasmussen - Julie Levisen - Pernille Blume            | 1:38,10 |
| 2     | Finnland   | - Emilia Pikkarainen - Lotta Nevalainen - Laura Kurki - Hanna-Maria Seppälä           | 1:38,13 |
| 3     | Belarus    | - Yulia Khitraya - Aljaksandra Herassimenja - Aksana Dsjamidawa - Swjatlana Chachlowa | 1:38,39 |
| 4     | Frankreich |                                                                                       | 1:38,43 |
| 5     | Russland   |                                                                                       | 1:39,41 |
| 6     | Norwegen   |                                                                                       | 1:40,48 |
| 7     | Türkei     |                                                                                       | 1:41,77 |
| 8     | Irland     |                                                                                       | 1:46,95 |

#### Staffel 4 × 50 m Lagen
Finale am 25. November 2012
| Platz | Land        | Athleten                                                                            | Zeit    |
| ----- | ----------- | ----------------------------------------------------------------------------------- | ------- |
| 1     | Dänemark    | - Kristina Thomsen - Rikke Møller Pedersen - Jeanette Ottesen Gray - Pernille Blume | 1:47,41 |
| 2     | Tschechien  | - Simona Baumrtová - Petra Chokova - Lucie Svěcená - Aneta Pechancova               | 1:47,67 |
| 3     | Frankreich  | - Laure Manaudou - Fanny Babou - Mélanie Henique - Anna Santamans                   | 1:47,70 |
| 4     | Finnland    |                                                                                     | 1:48,09 |
| 5     | Italien     |                                                                                     | 1:48,37 |
| 6     | Belgien     |                                                                                     | 1:48,44 |
| 7     | Türkei      |                                                                                     | 1:50,21 |
| 8     | Deutschland |                                                                                     | 1:50,40 |

## Gemischte Staffeln

### Staffel 4 × 50 m Freistil
Finale am 24. November 2012
| Platz | Land       | Athleten                                                                        | Zeit    |
| ----- | ---------- | ------------------------------------------------------------------------------- | ------- |
| 1     | Frankreich | - Frédérick Bousquet - Florent Manaudou - Camille Muffat - Anna Santamans       | 1:29,64 |
| 2     | Russland   | - Andrei Gretschin - Wladimir Morosow - Veronika Povova - Rosalija Nasretdinowa | 1:30,41 |
| 3     | Finnland   | - Hanna-Maria Seppälä - Laura Kurki - Andrei Tuomola - Ari-Pekka Liukkonen      | 1:31,74 |
| 4     | Italien    |                                                                                 | 1:32,40 |
| 5     | Dänemark   |                                                                                 | 1:32,75 |
| 6     | Türkei     |                                                                                 | 1:33,14 |
| 7     | Serbien    |                                                                                 | 1:34,42 |
| 8     | Tschechien |                                                                                 | 1:34,45 |

### Staffel 4 × 50 m Lagen
Finale am 23. November 2012
| Platz | Land        | Athleten                                                                        | Zeit    |
| ----- | ----------- | ------------------------------------------------------------------------------- | ------- |
| 1     | Frankreich  | - Jérémy Stravius - Florent Manaudou - Mélanie Henique - Anna Santamans         | 1:38,74 |
| 2     | Slowenien   | - Anja Carman - Damir Dugonjič - Peter Mankoč - Nastja Govejšek                 | 1:39,79 |
| 3     | Norwegen    | - Lavrans Solli - Aleksander Hetland - Monica Johannessen - Cecilie Johannessen | 1:40,10 |
| 4     | Tschechien  |                                                                                 | 1:40,17 |
| 5     | Estland     |                                                                                 | 1:40,47 |
| 6     | Deutschland |                                                                                 | 1:40,85 |
| 7     | Belarus     |                                                                                 | 1:42,59 |
| 8     | Italien     |                                                                                 | DSQ     |